# Worms (saga de videojocs)
Worms és una sèrie de videojocs del gènere d'estratègia per torns. En aquests jocs s'enfronten dos o més jugadors que controlen un o diversos personatges durant un cert temps, amb l'objectiu d'eliminar els personatges dels adversaris. Entre els seus predecessors es troben Scorched Earth i Gorillas, encara que sembla inspirat en els Lemmings.
En aquest cas, els personatges són representats per cucs ("Worms" significa "cucs", en anglès) en una illa que flota en una gran massa d'aigua amb un ambient caricaturesc.
El primer videojoc de Worms va ser llançat el 1994.

## Saga de videojocs

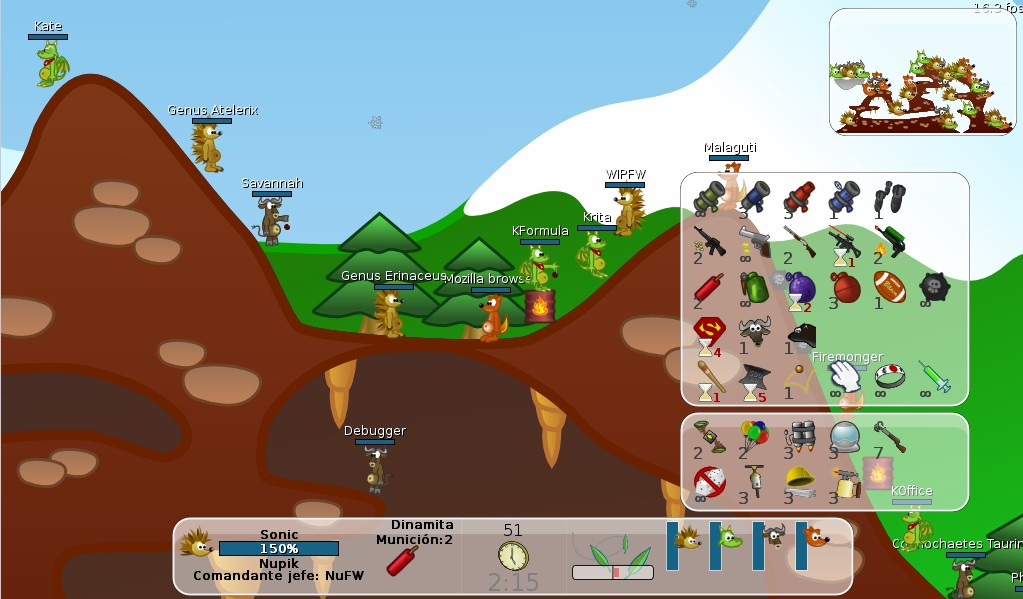
El clon de Worms Warmux com a exemple d'un joc d'artilleria per torns.

La saga Worms consisteix en diversos jocs que poden ser categoritzats en diverses generacions segons el motor de videojoc en el que estan basats:
| 2D | 2D                                                                    | 2D | 3D |
| Primera generació | Segona generació                                                      | Tercera generació | Primera generació |
| --- | --------------------------------------------------------------------- | --- | --- |
| - Worms, l'original (1994) - Worms Reinforcements' o Worms Plus (1995) - Worms & Reinforcements United (1996) - Worms: The Director's Cut (1997) | - Worms 2 (1997) - Worms Armageddon (1999) - Worms World Party (2000) | - Worms: Open Warfare (2006) - Worms (2007) - Worms: Open Warfare 2 (2007) - Worms: A Space Oddity (2008) - Worms 2: Armageddon (2009) - Worms: Reloaded (2010) - Worms: Battle Islands (2010) - Worms: Special Edition (2011) | - Worms 3D (2003) - Worms Forts: Under Siege (2004) - Worms 4: Mayhem (2005) - Worms: Ultimate Mayhem (2011) - Worms Revolution (2012) |

També existeixen jocs derivats que aprofiten la popularitat de la franquícia, com Worms Pinball i Worms Blast.
Aquests videojocs s'han distribuït regularment des de mitjans els anys 1990, i estan disponibles per a les plataformes Commodore Amiga, PC, Sega Dreamcast, Sega Mega Drive, Nintendo 64, Nintendo Game Boy, Super Nintendo Entertainment System, Nintendo DS, PlayStation i PlayStation 2, Xbox, N-Gage…
El joc va ser inventat per Andy Davidson que va vendre els drets a la companyia desconeguda Team 17, el joc es va crear en un principi per a l'ordinador Commodore Amiga. Va ser programat en Blitz BASIC.

### Arsenal
Les armes poden classificar-se en:
- Eines
- De foc
- De contacte
- Explosives
  - De fragmentació
- Aèries
- Especials o super-armes (que poden pertànyer a qualsevol d'aquests grups)

#### Atac Aeri
L'Atac Aeri és l'arma aèria més senzilla. Cinc míssils cauen des d'un avió, descriuen un moviment parabòlic i exploten per contacte. Cada bomba pot produir fins a 100 punts de danys. El nombre de bombes, així com el rang d'acció, en ser molt elevats, fan d'aquesta arma la més usada en la mort sobtada que pot utilitzar-se diverses vegades

#### Ovella Aquàtica
L'ovella aquàtica és una versió millorada de la Super-ovella. L'única diferència amb aquesta és que l'ovella aquàtica pot entrar a l'aigua sense que es perdi l'oportunitat d'utilitzar-la. Pot sortir més enllà dels límits de l'escenari, excepte per l'inferior.

#### Bat de beisbol
El bat de beisbol està dissenyat per llançar cucs a grans distàncies cap a l'aigua o altres perills. És una arma de contacte, és a dir, no es pot utilitzar a distància. Té un angle de llançament variable de fins i tot uns 70è de l'horitzontal. El bat pot llançar diversos cucs alhora, en el cas que es trobin molt pròxims entre si. Encara que els cucs no caiguin al lloc esperat, perden 30 punts de vida més el dany per caiguda depenent de la trajectòria.
El bat també es pot emprar per llançar mines a altres cucs, encara amb el consegüent risc que això comporta.

#### Destral de Guerra
Treu la meitat d'energia al cuc que se li aplica. Has d'estar enganxat al cuc. També pots utilitzar-lo quan hi ha dos cucs que estiguin molt junts. És recomanable usar-lo quan l'enemic té molta energia.

#### Bazuca
El bazuca és una arma de potència variable que llança un obús que explota per impacte. El vent afecta notòriament la trajectòria de l'obús, pel que és possible que un cuc dispari cap a una direcció, i que el vent porti l'obús de tornada per sobre del seu cap. En les versions més recents, el bazuca produeix fins a 50 punts de mal, mentre que en les versions anteriors (fins al Worms World Party), el mal màxim és de 45 punts.

#### Bomba carpet (catifa)
Es tracta d'una arma aèria molt danyosa. L'avió deixa caure cinc catifes enrotllades que reboten contínuament, provocant petites explosions. És molt similar a l'atac de bestiar francès, només que el seu bot causa menys danys, però les catifes reboten moltes més vegades.

#### Burro de formigó
El burro de formigó és una arma aèria molt poderosa, capaç de partir en dos l'escenari i matar quants cucs siguin sota. Quan cau, el burro rebota constantment sobre la superfície, provocant fortes explosions i sovint morts. El burro rebotarà fins a arribar a l'aigua.
Un cuc a què li reboti el burro a sobre pot rebre més de 1000 punts de danys.
En l'univers Worms, el burro de formigó és Déu, mentre que la seva contrapartida, el búfal pudent de les mentides (Foul Smelling Buffalo of Lies) és Satanàs. El búfal encara no ha arribat a aparèixer com a arma a cap de les versions de Worms.

#### Bomba Pinya (o de fragmentació)
La bomba pinya és idèntica a una granada, excepte que és més gruixuda i vermella.
Quan el temporitzador arriba a 0, la bomba esclata revelant cinc fragments que faran el mateix al contacte.
Igual com la granada, la bomba pinya pot tenir un temporitzador d'entre 1 i 5 segons.
La bomba pinya és lleugerament més pesada que la granada i, per tant, no es pot llançar tan lluny.
Existeix una versió més poderosa, la Bomba Plàtan.

#### Bomba Plàtan
Es tracta d'una arma de fragmentació d'extraordinari poder, gairebé sempre considerada la versió millorada de la Bomba Pinya. La Bomba Plàtan provoca una forta explosió similar a la de la Dinamita, però a més escampa unes altres 5 o 6 bananes d'igual força.
Molts jugadors veuen a la Bomba Plàtan una arma arriscada i caòtica, a causa del seu enorme poder i el risc corresponent.

#### Bola de Drac
Amb aquesta arma, el cuc llança una bola de foc cap a l'enemic, llançant-lo cap enrere amb una força considerable. Cal ser relativament a prop del contrari, ja que la bola de foc només recorre una distància limitada. Produeix 30 punts de mal, i és una arma efectiva contra cucs que són a la vora d'un precipici o si hi ha mines pròximes.
La bola drac és un homenatge a la bola de foc de Ryu en el joc de lluita Street Fighter II, i el seu nom al mític anime, Bola de Drac.

#### Dinamita
La dinamita és exactament igual que la real: un cilindre de TNT. La dinamita no es pot llançar, només deixar anar, per la qual cosa es pot considerar un "explosiu de cos a cos". La dinamita provoca de 70 a 90 punts de mal i té un enorme poder destructiu.

#### Terratrèmol
Aquesta arma crea un terratrèmol que agita fortament els objectes de l'escenari, incloent barrils, mines i cucs.

#### Puny de Foc
És una arma cos a cos, molt semblant a la Bola de Drac. El Puny de Foc fa que el cuc realitzi un Uppercut i enviï la seva víctima lluny.
Aquest atac és un altre homenatge a un atac de Ryu, de Street Fighter II. En aquest joc, els autèntics noms dels atacs són Fireball (bola de foc) i Dragon Punch (puny de drac), respectivament.

#### Atac de Bestiar Francès
L'atac del bestiar francès és un dels atacs més destructius i estranys que hi ha al Worms. Sonen les primeres notes de l'himne nacional francès, mentre que cauen ovelles del cel, boten d'un lloc a l'altre a mesura que van destruint l'escenari, i acaben explotant. Les ovelles també deixen anar foc en rebotar.
Molts consideren aquesta arma com la versió millorada de la Bomba Carpet.

#### Granada
La granada és una de les armes explosives més simples de Worms.
El jugador posa el temporitzador a entre un i cinc segons, elegeix entre granades que boten molt o poc, apunta i dispara. S'activa el temporitzador en el moment de llançar la granada, i quan arribi a zero, la granada explota.
Si cau a l'aigua abans que el temporitzador arribi a zero, la granada s'enfonsa i no té cap efecte.

#### Escopeta
És una petita escopeta de baix poder. Té un avantatge, dispara dues vegades en un torn.
L'escopeta és considerada l'arma més versàtil de tota la saga.
Un tret al cap del cuc treu 25 punts, per la qual cosa en un torn es pot treure 50 punts d'energia com a màxim.

#### Granada Divina
La granada Divina és una versió millorada de la granada. El temporitzador, tanmateix, és fix en 3 segons. Encara que estigui aquest temps en l'aire, no explotarà, ja que s'ha de quedar quieta un cert temps abans.
La Granada Divina causa un mal significatiu i normalment matarà els cucs més pròxims. La seva ona expansiva causarà danys a altres cucs més allunyats, i podrà tirar cucs des de dalt d'un precipici, o fora de la pantalla, si aquests es troben mal situats.
Abans d'explotar, la granada Holy Hand deixa una estela de vapor morat, i un cor d'àngels canta l'al·leluia.
El nom i aspecte d'aquesta arma fa referència a la Holy Hand Grenade of Antioch a la pel·lícula dels Monty Python Monty Python and the Holy Grail.

#### Bomba Pinya Cercadora
Una arma exclusiva de Worms 2. És una versió millorada de la Bomba Pinya. Tots els fragments es dirigeixen al punt que l'usuari assenyali abans de disparar.

#### Míssil Cercador
El míssil cercador és una arma teledirigida, d'igual poder destructiu que el Bazooka. El Míssil Cercador es dirigirà a l'objectiu marcat i explotarà al contacte. El míssil cercador té un patró de seguiment molt bàsic, ja que es dirigirà a l'objectiu en línia recta sense importar que hi hagi algun obstacle en el trajecte.
El Míssil Cercador també pot viatjar per sota de l'aigua.

#### Colom Cercador/Colom Teledirigit/Colomí Missatger
Es tracta d'una versió molt millorada del Míssil Cercador, tant en potència com en efectivitat. El colom buscarà el seu objectiu al llarg del mapa igual com el míssil, tanmateix aquesta és molt més intel·ligent i esquivarà certs obstacles amb facilitat. No obstant això, el colom és molt inestable i tendeix a xocar-se mentre vola.
El mal que causa el colom és de 75 punts.

#### Kamikaze
Kamikaze, com el seu propi nom indica, es basa a destruir el mateix cuc amb què s'està jugant, per fer mal a un objectiu. Quan un cuc usa el kamikaze, aquest mateix cuc és llançat en línia recta cap a on l'usuari apuntava. Tot el que trobi al seu camí és destruït (mapa, objectes) i els cucs que es trobin al seu camí rebran un mal moderat. Encara que és una arma a usar en moments finals del joc, també pot ser molt útil si es col·loca en un lloc oportú, com per exemple, a l'altura d'un pont, on hi hagi un nombre elevat de cucs a sobre, fent-los caure a l'aigua.

#### Mina
Les mines de terra són armes que es dipositen al terreny, de forma similar a la Dinamita. Tenen un comptador de tres segons que s'activa quan un cuc està a prop d'elles. Així que si és posada amb el cuc al terreny i no s'allunya, la mina s'activarà automàticament. En canvi, si es llança des d'una corda o la corda de salt de pont, pot ser que caigui en un lloc en el qual no hi hagi cap cuc i no s'activi, passant el torn al següent jugador i quedant allà la mina, que seria activada quan qualsevol cuc estigués a prop d'ella.
El mal de la mina és sota-moderat.

#### Arc
L'arc és una arma projectil, de baix poder d'atac però usos més pràctics. Els seus avantatges són que és possible disparar dues vegades en el torn, per la qual cosa és possible assolir dos objectius diferents, i que no produeix cap explosió pel que és més segur que altres armes en situacions amb perill de danys col·laterals.
Entre els seus desavantatges es troba que no és possible apuntar en angles que no estiguin compresos entre (-45°,+45°) i les fletxes es veuen afectades pel vent.
Cada fletxa fa 15 punts de mal.
Una altra utilitat de les fletxes en tirar-les a una paret, és que poden servir de punt de suport per pujar-la com si es tractés d'una escala.
Aquesta arma també provoca un considerable desplaçament en el cuc atacat per la qual cosa pot ser usada per empènyer cucs cap a l'aigua o cap a mines.

#### Vaques Boges
Les Vaques Boges són una o més vaques, cada una armada amb dinamita, que exploten quan assoleixen qualsevol obstacle. Cal anar amb compte quan es llancen a prop de qualsevol barrera, ja que el mal és bastant gran. Entre el llançament de cada vaca hi ha un petit interval i, si el llançador és fet malbé mentre les llança, les següents no seran enviades.
Aquesta arma és una referència a l'epidèmia de Vaques boges a Anglaterra, un dels focus d'atenció mediàtica en el moment de desenvolupament del Worms 2.

#### Bala Màgica de Patsy
La Bala Màgica és una de les super-armes més rares de Worms.
És bàsicament una versió millorada del Colom Cercador, però molt més intel·ligent, especialment en espais tancats.
La Bala Màgica té un patró de seguiment amb un índex d'error molt baix, sent una de les més fiables de tot el joc.
L'explosió causada és molt poderosa, de 70-90 punts de mal.

#### Atac Postal
L'Atac Postal és una arma aèria molt imprecisa, però al seu torn bastant poderosa i útil per bombardejar zones àmplies.
L'avió deixa caure 5 cartes bomba que es veuen molt afectades pel vent, i trontollen aleatòriament. Les cartes bomba exploten per contacte, i en poden produir 50-70 punts de mal cadascuna.

#### Bomba MB
La Bomba MB és, igual com l'Atac Postal, una arma una mica imprecisa i molt afectada pel vent.
Consisteix en un globus amb ulleres i cabell farcit d'explosius que cau trontollant i explota per contacte. La Bomba MB deixa una estela de signes d'interrogació (?).
El seu nom fa referència a Martyn Brown, una persona clau en el desenvolupament de Worms 2, Armageddon i World Party.

#### Pluja de Mines
La pluja de mines deixa anar 4 o 5 mines des d'un avió, que es comporta exactament igual, que les altres, excepte que aquestes tenen un temporitzador de 3 segons independentment que el jugador hagi especificat en l'esquema.

#### Mini-escopeta
És una arma automàtica (concretament una metralladora pesada), que dispara una ràfega de bales en línia recta. Les bales es dispersen en recórrer certa distància.
La Mini-escopeta pot causar fins a 100 punts de mal.

#### Bomba talp
És un talp que fa uns salts similars als d'una ovella i després es disposa a cavar cap a baix. Quan deixa de cavar (no hi ha més terreny), explota al primer impacte.

#### Atac talp
Quan és usat, cinc talps cauen del cel en una àrea específica i comencen a cavar en un angle quan toquen la
terra fins que assoleixen l'aigua, comportant-se com a bombes talp normals a partir d'aquell moment.
Alguns consideren a l'atac talp com a joc fosc mentre que d'altres el consideren extremadament efectiu contra els jugadors foscos perquè tendeixen a obrir túnels.

#### Morter
Un projectil similar a un obús, que explota per impacte. En explotar allibera metralla similar a la de la Bomba Pinya, només que en direcció contrària a la que es dirigia.

#### Bomba nuclear/prova nuclear indi (W2 i WA respectivament)
En usar-se, l'aigua es torna blanca i el terreny tremola i s'enfonsa. Tots els cucs es posen malalts, i el terreny es continua enfonsant la resta de la partida.
Les dues armes tenen el mateix efecte.

#### Iaia
Animal-arma de gran poder destructiu. La iaia, en alliberar-se, camina lentament durant 5 segons i explota.

#### Prod (punxada)
La Punxada s'usa per empènyer un enemic a la vora, normalment per enviar-lo a l'aigua. També es pot usar perquè caigui a sobre d'un altre enemic debilitat o activar mines properes. La víctima no ha d'estar pegada a la vora, basta que sigui prou a prop per funcionar. El principal avantatge de la punxada és que no té perill de danys col·laterals.
En contra té que, si s'és visiblement a sobre de la víctima, es pot punxar a l'aire i perdre el torn.
Aquesta és la forma més sarcàstica de matar un enemic i és considerada justícia poètica si es creua mig mapa per punxar el teu oponent fora en lloc d'enviar|manar-lo teu última Granada Holly Hand.
prova posant super-força en armes a melee i més força en armes a melee ;)
Ajuda: Si hi ha un conjunt de worms alineats amb una petita distància entre ells, és possible punxar al primer d'ells i obtenir un efecte en cadena que afecti a tot el conjunt i tots els enviï a l'aigua (o on estigués planejat).

#### Salvation Army (Exèrcit de Salvació)
És el que sembla un oset que va amb un paner, és similar a la Iaia només que quan explota d'aquesta surten altres paners que tenen un poder molt destructiu.

#### Scales of Justice (Balança de la Justícia)
La Balança de la Justícia redistribueix tots els punts de vida de forma equitativa, primer entre tots els equips i després entre tots els membres d'un equip. Quan s'usa, va acompanyada d'un riure explosiu i comentaris tallants com "X igual a la puntuació", "Igualant Stevens" o "X el crida igualar".

#### Sheep (Ovella)
L'Ovella és una arma apropiada per causar un mal important. Quan és llançada, l'ovella salta en la direcció del llançador i, quan aquest ho indica o transcorren uns 10 segons, explota. L'explosió és molt poderosa i, encara que no és capaç d'acabar amb enemics amb tota la seva salut, pot matar enemics amb uns 50 punts d'energia.
L'explosió pot impulsar els cucs pel que és possible llançar a un enemic per ofegar-lo. L'explosió farà detonar les llaunes d'oli i caixes, la qual cosa produeix un mal addicional per acabar fins i tot amb enemics molt forts.
L'atac és especialment útil a l'inici del joc, quan l'explosió pot afectar múltiples víctimes. Funciona molt bé si explota en un túnel, ja que pot viatjar lluny i explotar en un extrem llunyà sense danyar el llançador. També és molt útil per a un mal en llarga distància, especialment si no hi ha possibilitats d'encert de projectils.
Existeixen perills quan s'usa aquesta arma. Quan es troba un obstacle farà la tornada|volta tornant cap al llançador o allunyant-se del seu objectiu. Si cau a l'aigua, s'ofegarà sense efectes.
A més, és una eina per recollir caixes|capses: les caixes que assoleixi mentre salta, passaran a l'arsenal.
Les ovelles explosives és un fenomen que ocorre en molts videojocs.

#### Sheep Launcher (llançaovelles)
Similar a la bazooka, però en comptes de disparar un míssil dispara una ovella.
Quan l'ovella toca el terra actua com una ovella normal. Aquesta arma és útil per atacar enemics en certa distància.

#### Shotgun (Pistola Retallada)
La retallada és una arma important, ja que permet dos trets en cada ronda. L'ona explosiva destrueix petites parts del terreny i la víctima és impulsada quan se'l colpeja. Aquests avantatges maquillen la seva debilitat: causa únicament un màxim de 25 punts per tret.
Existeixen una sèrie d'estratègies que ajuden en l'ús d'aquesta arma:
- Usar-la per acabar amb dos enemics dèbils (un amb cada tret).

- Disparar a un enemic dèbil i impulsar-lo contra un més fort. En morir el feble i explotar, debilitarà encara més el més fort que pot ser rematat amb el segon tret.

- Disparar a un enemic per enviar-lo fora de la terra i usar el segon tret contra un altre objectiu.

- Disparar a una capsa o tanc d'oli que pugui abastar a un enemic. Si l'explosió no acaba amb ell, és possible rematar-lo amb el segon tret.

- Usar el primer tret per obrir un buit pel qual disposar d'un segon tret clar a l'enemic.

- Disparar sota d'un enemic per fer-lo caure.

#### Skunk (mofeta)
Quan és alliberada, la mofeta es mourà per l'entorn emetent una aroma pudent que farà emmalaltir als cucs que l'inhalin. Els malalts perdran algun punt per ronda.

#### Suïcidi Bomb
Aquesta et costa la vida però és molt útil per empènyer a l'enemic una mica o si no per emmalaltir-lo i així que perdi la seva energia a poc a poc, ja que en explotar es deixa anar un gas que l'emmalalteix lamentable l'enemic ha de ser a dalt de tu i en direcció al vent, ja que aquest s'emporta el gas.

#### Super Banana Bomb (Super Bomba Banana)
La Super Bomba Banana és exactament el mateix explosiu que la  Bomba banana però pot controlar-se la seva explosió (la principal i les cinc mini-bananes) amb control remot, en lloc d'amb el temporitzador.
Si no s'activa amb el control remot, la bomba explotarà de forma espontània.
Molt útil per a coves o per a determinar el mal màxim que un worm pot rebre. Si prems dues vegades seguides l'activació (és a dir, tant la superbanana com les 5 mini-bananes es fan que es detona alhora) pots arribar a veure danys de més de 600 punts.

#### Super Sheep (Super-ovella)
Es tracta d'una  ovella explosiva. Després de llançar-la és possible equipar-la de casc i capa i dirigir-la pel cel. Pot utilitzar-se per recollir caixes o com a projectil. Si no es fa anteriorment, després de 15 segons, l'ovella caurà i explotarà. Pot fer-se explotar en l'aire si es desitja, o explota quan toca el terreny/worm.

#### Uzi
L'uzi és una metralladora que, més comunament, té com a dany màxim 30 punts de vida.

### Joc en línia
En les primeres versions, tots els jugadors s'alternaven per controlar el seu equip a la mateixa màquina mentre que en les últimes versions (a partir de Worms World Party i Worms Armageddon) és possible jugar partides en xarxa sobre Internet encara que és possible controlar diversos equips des de cada màquina que es juga en xarxa.
En aquestes partides hi ha maneres de jocs especials, alguns de desenvolupats per la comunitat WormNET, amb regles especials que poden no ser controlades pel joc.

#### Bazookes i granades (Bazookas and Grenades - BnG)
Es tracta d'un joc normal però només està permès l'ús de bazookes i granades (o altres tipus d'armes a acordar). Una varietat denominada Anchoring consisteix a prohibir també el moviment exceptuant mitjançant la Ninja Rope o altres mètodes prèviament acordats).

#### Fortalesa (Fort)
Els jugadors estan dividits en dos equips situats cada un en una part predefinida del terreny (solen ser dues illes separades simulant dos castells enfrontats) i està prohibit envair el castell de l'enemic.

#### Capturar la bandera (Capture the Flag - CTF)
És una variant de la fortalesa en la qual l'objectiu és destruir la bandera de l'enemic (una icona marcada al terreny).

#### Carrera (Battle Race - BR)
En aquest cas, l'objectiu no és acabar amb els oponents sinó ser el primer a arribar a la meta. El terreny és un bloc indestructible per cap arma en el que existeixen dos punts marcats amb una S' (Start, inici en anglès) i 'F' ' (Finish, final en anglès). Tots els cucs se situen a la sortida i guanya el primer que arribi a la meta havent de rendir-se la resta.

#### Carrera de cordes (Rope Race - RR)
És una variant de cursa en la qual únicament es pot usar la Corda Ninja.

#### Roper
També denominat Proper o ProRoper. Consisteix a usar una caverna com a terreny per a mostrar l'habilitat amb la Corda Ninja. Només es poden usar armes des de la corda.
Existeixen diverses variants:
- 'CBA (Collect Before Attach - Recollir abans d'atacar): Només es pot atacar després d'haver recollit una caixa.
- 'ABL (All But Last - Tots menys l'últim): Està prohibit atacar l'últim jugador (aquell amb menor força) llevat que altres cucs siguin danyats en el mateix atac (regla Piles).

#### Comprador (Shopper)
També denominat Shopper o Shoppa consisteix a aplicar les regles CBA i ABL i obligar a atacar amb el que s'ha recollit a la caixa. En alguns jocs d'aquest estil es poden trobar les regles ATL i AFR (Attack from rope).

#### Walk for weapons (wfw)
Per poder usar una arma o eina has de ser sobre el quadrat on aquesta el dibuix d'aquest arma.

## Disseny d'escenaris

### Des del joc
Els jocs Worms Armaggedon i Worms World Party inclouen un editor d'escenaris que és molt útil per si vols jugar en un territori fet per tu.
És molt simple crear un escenari d'aquesta forma, ja que només l'has de dibuixar en l'espai que t'ofereixen, i seleccionar la quantitat de ponts que hauran en ell, o la quantitat d'objectes (com a animals, ampolles, cases, etc.).
També selecciones la textura i fons de l'escenari.

### Importats
Importar escenaris per a després jugar-los fa que el joc sigui més variat. Així no ocupes les textures que t'ofereix el joc (que a la llarga, se'n fan poques i tornen l'estètica del joc com una cosa molt monòtona). D'aquesta forma, pots crear tots els objectes de l'escenari al teu gust, fins i tot, podent jugar amb les textures d'escenaris d'altres jocs en el Worms.
Per importar un mapa al Worms i després poder jugar-lo has de fer el següent:
- Seleccionar la imatge (no ha de ser .jpg, perquè aquest format fa perdre la qualitat de la imatge i per tant, el mapa no es pot jugar)
- Moure la imatge seleccionada a la carpeta " < directori del joc>\User\Import". (En comptes de < directori del joc> ha de ser el directori d'instal·lació del Worms que es vulgui usar).
- Iniciar Worms Armaggedon o Worms World Party.
- Anar a l'editor d'escenaris.
- Fer clic sobre el botó del disquet i seleccionar l'arxiu d'imatge que vols importar.
- Una vegada que es carregui, has d'escollir la textura i posteriorment jugar.
En algunes versions pirates de Worms, el procés d'importació no funciona. Has de repetir aquest procés cada vegada que canviïs d'escenari o que tornis a entrar en l'editor de mapes.
Tu mateix pots fer a Paint els escenaris que vulguis jugar, però tingues present que "no has de guardar-lo en .jpg", ja que perdrà la qualitat necessària per jugar.
Els requisits perquè el mapa aparegui tal qual com el vas crear són els següents:
- Les mesures de la imatge han de ser de 1920 x 696' '
- El fons no ha de tenir color, és a dir, 'ha de ser completament negre' altrament, els cucs no podran moure's.

### Missions
Si vols crear missions per a Worms World Party, a la pàgina oficial d'aquest joc pots descarregar un programa que et permet fàcilment fer les teves missions. La pàgina oficial d'aquest joc la pots veure més a baix, en Enllaços externs.
Per a les missions pots crear escenaris importats o fets amb l'editor de mapes.

## Premis adquirits[1]
- "Most original game" - Premis EMAP
- "Best game" - BBC's Live & Kicking
- "Most original game" - Premis ECTS
- "Best game" - Premis Micro Mania
- "Best strategy title" - PSX Developers
- "Strategy game of the year" - EGM
- "Best strategy game" - Trophee d'or
- "Multiplayer game of the year" - GMBH